# Белджем (Іллінойс)
Белджем (англ. Belgium) — селище (англ. village) в США, в окрузі Вермільйон штату Іллінойс. Населення — 358 осіб (2020).

## Географія
Белджем розташований за координатами 40°3′39″ пн. ш. 87°37′58″ зх. д. / 40.06083° пн. ш. 87.63278° зх. д. (40.060760, -87.632829).  За даними Бюро перепису населення США в 2010 році селище мало площу 1,12 км², уся площа — суходіл.

## Демографія
Згідно з переписом 2010 року, у селищі мешкали 404 особи в 168 домогосподарствах у складі 108 родин. Густота населення становила 360 осіб/км².  Було 191 помешкання (170/км²).
Расовий склад населення:
| - 97,0 % — білих - 0,5 % — чорних або афроамериканців - 0,2 % — азіатів - 1,0 % — осіб інших рас |

До двох чи більше рас належало 1,2 %. Частка іспаномовних становила 0,5 % від усіх жителів.
За віковим діапазоном населення розподілялося таким чином: 23,0 % — особи молодші 18 років, 63,9 % — особи у віці 18—64 років, 13,1 % — особи у віці 65 років та старші. Медіана віку мешканця становила 39,4 року. На 100 осіб жіночої статі у селищі припадало 97,1 чоловіків;  на 100 жінок у віці від 18 років та старших — 92,0 чоловіків також старших 18 років.
Середній дохід на одне домашнє господарство  становив 46 231 долар США (медіана — 41 875), а середній дохід на одну сім'ю — 50 299 доларів (медіана — 51 875). За межею бідності перебувало 24,2 % осіб, у тому числі 30,9 % дітей у віці до 18 років та 12,3 % осіб у віці 65 років та старших.
Цивільне працевлаштоване населення становило 132 особи. Основні галузі зайнятості: виробництво — 20,5 %, роздрібна торгівля — 18,2 %, транспорт — 14,4 %.